# Nowakowo (obwód Płowdiw)
Nowakowo (bułg. Новаково) – wieś w południowej Bułgarii, w obwodzie Płowdiw, w gminie Asenowgrad. Nowakowo znajduje się na górzystym terenie, u podnóża gór Rodopów.